# Braughing Bourne
Der Braughing Bourne ist ein Wasserlauf in Hertfordshire, England. Er entsteht nordwestlich von Braughing und fließt in westlicher Richtung bis zu seiner Mündung in den River Quin am Nordrand des Ortes.